# Baltasar Moscoso y Sandoval
Baltasar Moscoso y Sandoval (Altamira, 9 de março de 1589 - Madri, 17 de setembro de 1665), foi um nobre e religioso espanhol.

## Biografia
Segundo filho de Lope Moscoso Ossorio, Conde de Altamira e mordomo de Margarida da Áustria, e Leonor de Sandoval y Rojas, dos marqueses de Denia. Era bisneto de São Francisco de Borja, sobrinho por parte de mãe do duque de Lerma e cardeal Francisco Gómez Rojas de Sandoval e parente distante do cardeal Bernardo de Sandoval y Rojas.
Graças à proteção e influência familiar, teve uma carreira rápida e brilhante. Moscoso frequentou o Colégio Mayor de San Salvador de Oviedo, Salamanca; em Siguença obteve o bacharelado em 1610 e o doutorado em direito canônico em 1615.
Recebeu a tonsura e as ordens menores do Arcebispo San Clemente. Foi reitor do Colegio Mayor de San Salvador de Oviedo em 1608 ou 1609; cônego da catedral metropolitana de Toledo em 1613; arquidiácono de Guadalajara, capelão-mor e deão de Toledo em 1614.
Graças a influência do Duque de Lerma e a pedido de Filipe III, Dom Baltasar foi nomeado cardeal em 2 de dezembro de 1615, quando tinha 26 anos, pelo papa Paulo V. O papa lhe enviou o barrete vermelho e o recebeu do cardeal Bernardo de Sandoval y Rojas no Convento das Descalças Reais.
Foi ordenado sacerdote em 27 de fevereiro de 1616, por Dom Juan Suárez, O.SS.T., no Colégio Imperial da Companhia de Jesus, Madrid. Naquela época, uma doença deixou seu braço direito paralisado para sempre. Ao ser nomeado para a Diocese de Jaén em 29 de abril de 1619, recebeu a ordenação episcopal em 25 de julho, no convento do Santíssimo Sacramento das Bernardas, em Madrid, através de Dom Fernando Acevedo González, arcebispo de Burgos. O principal co-consagrador foi Dom Juan Avellaneda Manrique, auxiliar de Toledo.
Ao longo de seu cardinalato, não participou de nenhum conclave. Em 1630, recebeu o chapéu e o título de Santa Cruz de Jerusalém. Entre 1629-1633, participou de missão diplomática enviada pelo rei Filipe III para solicitar da Santa Sé em Roma, sua intervenção contra os protestantes durante a Guerra dos Trinta Anos.
Nomeado pelo Rei Filipe IV da Espanha para a sé metropolitana e primacial de Toledo em 24 de março de 1646, foi promovido em 28 de maio. Foi-lhe concedido o pálio em 18 de fevereiro de 1647. Foi supremo chanceler de Castela e conselheiro de Estado, nomeado por Filipe IV. Também foi membro ex officio do Conselho de Regência instituído no testamento de Filipe IV.
Além das reformas espirituais, administrativas e arquitetônicas que impôs em seu episcopado, também ficou conhecido como um bispo caridoso. Está enterrado na catedral de Toledo, na capela da Descida da Virgem.